# کریستوفر تلفسن
کریستوفر تلفسن (انگلیسی: Christopher Tellefsen؛ زادهٔ آوریل ۱۹۵۷) تدوین‌گر اهل ایالات متحده آمریکا است. وی در سال ۲۰۱۲ برای فیلم مانیبال نامزد دریافت جایزه اسکار شد.

## بخشی از فیلمشناسی
- لاس زدن با فاجعه (۱۹۹۶)
- مرد روی ماه (۱۹۹۹)
- مردم علیه لری فلینت (۱۹۹۶)
- بچه‌ها (۱۹۹۵)
- دختر روز تولد (۲۰۰۱)
- روستا (۲۰۰۴)
- کاپوتی (۲۰۰۵)
- لژیونر (۱۹۹۸)
- ننگ بشری (۲۰۰۳)
- بازی منصفانه (۲۰۱۰)
- مانیبال (۲۰۱۱)
- کندو (۲۰۱۴)
- جوی (۲۰۱۵)
- کیش یک آدم‌کش (۲۰۱۶)